# Polyscias schultzei
Polyscias schultzei är en araliaväxtart som beskrevs av Hermann August Theodor Harms. Polyscias schultzei ingår i släktet Polyscias och familjen araliaväxter. Inga underarter finns listade.